# Ashville (Ohio)
Ashville es una villa ubicada en el condado de Pickaway en el estado estadounidense de Ohio. En el Censo de 2010 tenía una población de 4097 habitantes y una densidad poblacional de 630,98 personas por km².

## Geografía
Ashville se encuentra ubicada en las coordenadas 39°43′2″N 82°56′55″O / 39.71722, -82.94861. Según la Oficina del Censo de los Estados Unidos, Ashville tiene una superficie total de 6.49 km², de la cual 6.49 km² corresponden a tierra firme y (0%) 0 km² es agua.

## Demografía
Según el censo de 2010, había 4097 personas residiendo en Ashville. La densidad de población era de 630,98 hab./km². De los 4097 habitantes, Ashville estaba compuesto por el 96.66% blancos, el 1.05% eran afroamericanos, el 0.44% eran amerindios, el 0.27% eran asiáticos, el 0.05% eran isleños del Pacífico, el 0.12% eran de otras razas y el 1.42% pertenecían a dos o más razas. Del total de la población el 1.37% eran hispanos o latinos de cualquier raza.